# Kurská gubernie

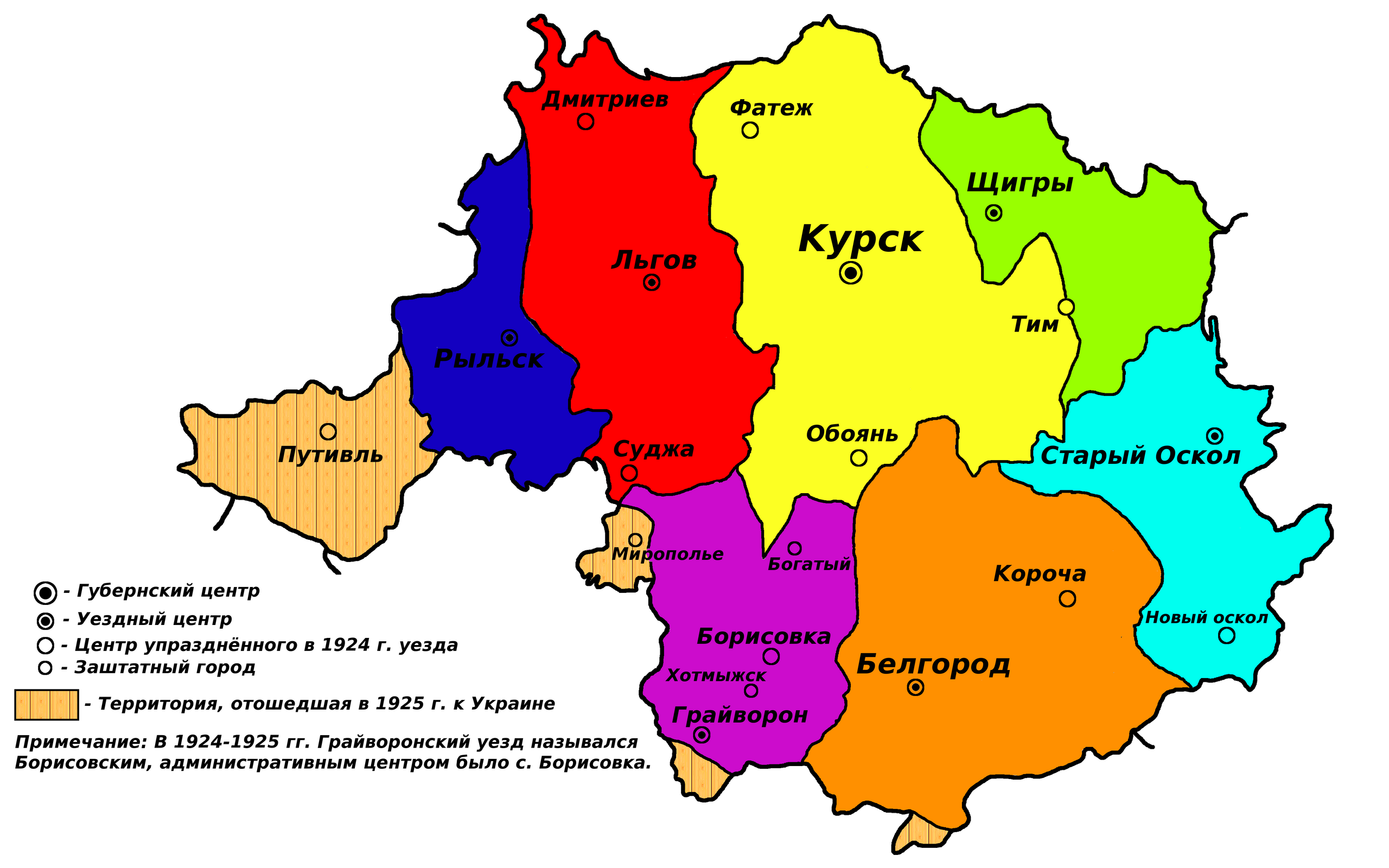
Mapa Kurské gubernie v letech 1924–1928.

Kurská gubernie (rusky Курская губерния) byla jedna z gubernií carského Ruska v letech 1797–1928, které předcházelo zřízení Kurského místodržitelství. Hlavním městem gubernie byl Kursk.
V sovětském období v letech (1918 – 1924) se její území a okresy mnohokrát měnily a přejmenovávaly. Dne 12. května 1924 vznikl Borisovský okres, který byl o rok později (1. červen 1925) znovu přejmenován. Dne 16. července 1928 se území gubernie stalo součástí Střední černozemské oblasti až do vytvoření Kurské oblasti (13. června 1934).